# Łupanie
Łupanie – obróbka polegająca na dzieleniu materiału wzdłuż płaszczyzn najmniejszej spoistości.
- Łupanie drewna (pot. batonowanie) – dzielenie drewna równolegle do przebiegu włókien za pomocą łuparki do drewna lub przez wbijanie siekiery lub klinów w płaszczyznę boczną drewna.
- Łupanie kamienia – dzielenie bloków skalnych na bryły bardziej regularnego kształtu (za pomocą klina, dłuta lub łuparki do kamienia).

Podatność na łupanie określa się jako łupliwość.